# Bonito, Mato Grosso do Sul
Bonito este un oraș în Mato Grosso do Sul (MS), Brazilia.